# Secolul al XXIII-lea
Secolul al XXIII-lea va începe la 1 ianuarie 2201 și se va încheia la 31 decembrie 2300.

## Predicții
- 2227–2247: Pentru prima dată din 1999, Pluto va fi mai aproape de Soare decât Neptun.
- 2240: Pe 16 septembrie, calendarul ebraic va ajunge la anul 6000, semnalând  posibila venire a Mesiei.
- 2265: Întoarcerea Marii Comete care nu a mai fost văzută din 1861.
- 2285: Pentru prima dată din 1818, Paștele va fi celebrat pe 22 martie.